# 韋科山 (塔拉塔區)
17°26′11″S 69°40′50″W / 17.43639°S 69.68056°W

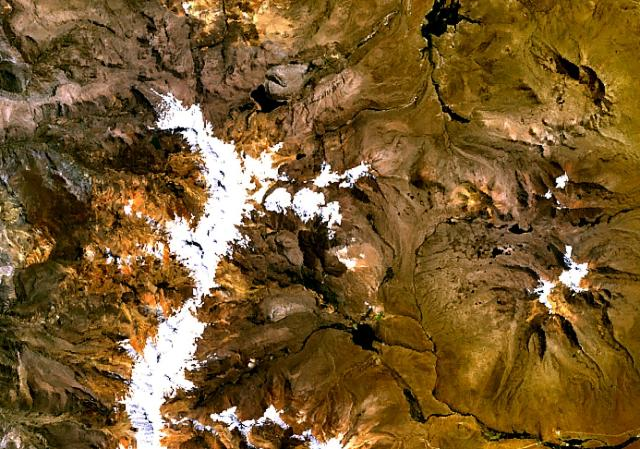

韋科山（Wiqu），是秘魯的山峰，位於該國南部塔克納大區，由塔拉塔省的塔拉塔區負責管轄，屬於安地斯山脈的一部分，海拔高度5,200米。